# Municipio Arzobispo Chacón
El municipio Arzobispo Chacón se ubica al sur del estado Mérida. Su capital es la población de Canaguá. La delimitación del municipio contiene la mayor superficie del estado, a la vez, la menor población con poco más de 15 000 habitantes, razón por la cual posee la densidad de población más baja de la zona andina en Venezuela.
Las principales actividades económicas del municipio se basan en las características rurales del territorio, el principal motor es la agricultura, la cual destaca por su producción de café y apio, entre otros. Algunas de las poblaciones más notables de la región, denominadas "Pueblos del Sur" se ubican en la entidad por lo que la actividad turística es propicia y se desarrolla en menor escala, contribuyendo también la extensión del Parque nacional Tapo-Caparo la cual cubre gran parte de la superficie municipal.
El municipio está enclavado dentro de la Cordillera de Mérida por lo que su relieve se ubica entre los 2000 a 3000 m s. n. m. aunque en los límites del municipio por el sur y el este, la altura disminuye por el piedemenonte andino. Posee un clima seco con temperaturas entre los 12,5 °C y 24 °C.

## Canaguá
Es la capital del Municipio Arzobispo Chacón. El nombre de Canaguá se debe a las tres vertientes de agua existentes en la comunidad y por lo que antiguamente los aborígenes le dieron el nombre de Canaguá que significa canales de agua. Sin embargo se desconoce realmente su etimología.

## Historia

### Época precolombina
La región sur del Estado Mérida estuvo habitada, en tiempos precolombinos, por diversas tribus nativas, entre las que se mencionan los Guaraques, Chacantaes, Mucutuyes, Mucuchachíes, Mucuñoes y Mucurias o Mucarios. Estas comunidades, según distintas fuentes antropológicas, pertenecían probablemente a la etnia Tatuy, reconocida por sus avances en técnicas agrícolas, su producción cerámica y la confección de ingeniosas “calzas” o plantas, utensilios similares a las suelas de zapato, que facilitaban la movilidad a través de terrenos montañosos y largas distancias.
A pesar de su presencia en el área, no existen evidencias arqueológicas concluyentes de asentamientos permanentes dentro de los actuales pueblos que integran el municipio, lo que sugiere una posible ocupación itinerante o estacional, vinculada a prácticas de subsistencia o rutas de intercambio.

### Colonialismo
Los primeros pobladores de esta zona, eran colonos probablemente españoles, con un alto grado de alfabetización, y descritos (por sí mismos) "de estatura alta, piel blanca", con una fuerte convicción religiosa, causa que a la cual se atribuye la prosperidad en cada asentamiento del actual municipio durante la época pre y post-colonial. Uno de ellos, llamado Trino Belandria, se encargó de la renovación estructural de las cubiertas de las edificaciones, reemplazando el techo de paja de las viviendas (construidas a partir de bareque) por madera y teja. Esto popularizó el método, extendiéndose a cada pueblo cercano.
La repartición de los terrenos, aptos para la agricultura, se realizó de una manera justa en la localidad de Bailadores, donde fueron subastadas por su extensión en estancias (antigua medida), en donde 40 de estas éran vendidas en 100 patacones (moneda de la época).

### Luego de la Independencia venezolana
Canaguá y sus poblaciones cercanas se mantuvieron al margen de las campañas pro-independentistas, siendo zonas aledañas alejadas de las vías principales por las cuales se trasladaría el ejército de Simón Bolívar, durante el llamado "Cruce de los Andes" que llevaron al desligamiento entre el territorio y la Corona española; Sin embargo los efectos colaterales posteriores, tanto económicos como sociales no dejaron exenta a las poblaciones del municipio.
El Decreto de Elevación a Parroquia de Canaguá, con fecha 27 de junio de 1872, fue elaborado por el Doctor Lope María Tejera, Presidente Provisional del Estado y encargado del Poder Ejecutivo. Aunque se desconoce con exactitud la fecha en que es fundada Canaguá como aldea, existen referencias sobre la procedencia de sus habitantes, provenientes en su mayoría de los pueblos de Bailadores y Pregonero. Siendo una modesta aldea cuya economía dependió de comunidades aledañas como Bailadores, su crecimiento indujo a las autoridades a elevarle a Parroquia Civil.
Como primer Jefe Civil de la comunidad fue nombrado el Primer Magistrado Regional el Sr. José Antonio Belandria, quien la establece como parroquia oficial el 1 de agosto de 1964.

## Economía
La economía del municipio se fundamenta en actividades relacionadas con la agricultura y en menor medida con el turismo; Los principales cultivos del territorio están dirigidos a la producción del café con cerca de 1114 TM de producción al año para 2001, seguido por el apio y la caña con 13.600 TM, mientras que en menor medida se producen yuca, cambur, plátano, caña, papa, maíz, arveja entre otras hortalizas y frutas reuniendo en total otras 14.714 TM de producción al año.
Por otro lado, la ganadería y actividad avícola, se desarrolla a la par de la agricultura, para el año 2001 existían más de 2500 cabezas de ganado y 10 000 de pollos.

### Industrias
Entre las industrias que tomaron lugar en la zona durante el siglo XIX, se destacan aquellas destinadas a la confección de objetos de cuero, la venta de sombreros (Importados de Italia), así como confección de costales. Actividades dirigidos en su totalidad a la actividad rural.
Se atribuye la llegada de la electricidad al habitante Don Hermes Corti Martínez. Más tarde el Padre Rivas (monje de la sede de la Iglesia católica en el municipio) hizo otra instalación semejante, destinada a un Centro Cultural, Iglesia y Casa Parroquial, las dos dejaron de funcionar cuando se instaló la empresa nacional de electricidad (Cadafe) por iniciativa del 42.º Presidente de la República de Venezuela, Rafael Caldera Rodríguez.

## Geografía
Canaguá se encuentra situada al sur de Estado Mérida a una distancia de 160 km de la ciudad capital, con una temperatura que oscila entre los 16 °C y 22 °C. El pueblo se ubica a una altitud de 1500 m sobre el nivel del mar.
Dentro de la geografía que presenta Canaguá se incluye una diversidad de factores que juegan un papel decisivo de la producción agrícola de la región entre los que podemos mencionar: clima, hidrografía, precipitación media anual y la calidad de sus suelos que son ricos en materia orgánica haciéndolos aptos y propicios para la agricultura.

### Límites
- Por el norte:

Siguiendo los bordes entre el Río Canaguá y Chacantá, el tramo entre ambos alcanza el Páramo de Mijará, limitando así con Mucutuy; siguiendo por el Páramo de San José y el páramo El Serrucho al norte del caserío El Rincón. Por este eje limita con la Parroquia Pueblo Nuevo, del Municipio Sucre.
- Por el este:

Limita con el Municipio Guaraque, partiendo del páramo Las Coloradas y siguiendo la elevación, sus límites dividen a río negro hasta la Aldea Capuri de este mismo municipio; Limita con el río El Molino hasta el sitio que separa la Aldea de Mesa de Quintero de Guaraque.
- Por el oeste:

Parte de la Quebrada de las Vivas hasta el páramo de Tenerife, cerro El Caballón, Aldea Guaimaral, que limita por el municipio Uribante hasta sus límites con el Río Caparo, sigue aguas arriba hasta encontrarse con el Río Mucuchachí y Mucutuy.

### Relieve
Se caracteriza por tener una topografía bastante accidentada en función de un relieve no homogéneo en todas sus áreas, fundamentado en montañas y valles.

### Hidrografía
El sur de Mérida posee muchos ríos de aguas cristalinas como los es el Río Canaguá, que nace en el pico de Horma, y está formado por una serie de Quebradas o vertientes que son afluentes en verano o en invierno en la cuenca del Río Canaguá la abundancia de nacientes garantiza la suficiente disponibilidad de volumen de agua. El Río Canaguá nace aproximadamente a los 2340 m sobre el nivel del mar, se desplaza en dirección suroeste, noroeste y sigue un fondo de valle estrecho en su mayoría, con vertientes que caen abruptamente. El Río Canaguá, tiene una longitud aproximada de 30 km y vierte sus aguas en el Río Mucuchachí, considerada como el afluente más importante en el Río Caparo en su parte alta.

### Clima
Entre 18,5 y 21,4 °C la temperatura media de la zona.

### Especies Autóctonas
Posee especies de plantas florales como orquídeas, delicadas, y rosas. Además de la fauna típica de las regiones montañosas andinas, habitan especies autóctonas como las cazadoras, mapanares, lapas y cachicamos, estos dos últimos en peligro de extinción.

### Parroquias
El municipio se sub-divide en 7 parroquias, y estas son:

#### Parroquia Canaguá
Es la principal parroquia del municipio en población con cerca de 5200 habitantes y la tercera en tamaño, se ubica en el centro este del municipio y su capital y principal poblado es la localidad de Canaguá, sede además, de los poderes públicos municipales.

#### Parroquia Mucutuy
Situado a 1005 m s. n. m., es una población, fundada sobre un asentamiento de nativos en el año 1656 por el forastero Pedro Varela. Según la reformulación de la ley sobre delimitaciones nacionales, establecida en 1988, la zona pasó a ser Municipio foráneo y en 1992 Parroquia del Municipio Arzobispo Chacón.
La etimología de su nombre proviene de un dialecto autóctono originario de la zona. MUCU: lugar TUY: piedra; lo que realmente quiere decir "lugar sagrado de las piedras".

#### Parroquia Mucuchachí
Pueblo situado a 1020 m sobre el nivel del mar. Fundada en 1770 por el foráneo Don David de la Peña, en 1815 se le da el nombre de “San José de Mucuchahí.

#### Parroquia Chacantá
Su nombre original era Chaquentá; Fue fundada en 1620 por el foráneo Alonso de Vázquez y en 1665 pasa a ser denominado como pueblo de Indios. En 1988 es establecido como parroquia, perteneciente al Municipio Arzobispo Chacón según la División Territorial de 1992.

#### Parroquia El Molino
Cuyo centro urbano es la aldea de Canaguá, en 1988 es elevado a Municipio foráneo y según la ley en 1992 pasa a ser Parroquia Civil del Municipio Arzobispo Chacón.

#### Parroquia Capurí
En 1998, pasa a ser cabeza del Municipio Foráneo Capurí, con la reforma de 1992 la Aldea Capurí es hoy capital de la Parroquia del mismo nombre. Es uno de los principales productores agrícolas del estado y también tiene un paisaje prominente. El clima varía de templado-frío.

#### Parroquia Guaimaral
Geográficamente se encuentra situado en el medio de un cúmulo de elevadas y bajas serranías. Y se ubica a una altitud de 1400 m s. n. m. En 1988 se creó como municipio Foráneo Guaimaral cuya capital era la localidad de Guaimaral, sin embargo, con la aprobación de la nueva ley de 1992 pasó a ser parroquia civil y la capital se trasladó a la localidad de El Viento.

## Política y gobierno

### Alcaldes
| Período   | Alcalde                | Partido político / Alianza | % de votos | Notas |
| --------- | ---------------------- | -------------------------- | ---------- | --- |
| 1989-1992 | Vicente Molina         | Copei                      | 68,51      | Primer alcalde bajo elecciones directas |
| 1992-1995 | Juan Eugenio Belandria | Copei                      | 65,01      | Segundo alcalde bajo elecciones directas |
| 1995-2000 | Gerardo Duran          | Copei                      | -          | Tercer alcalde bajo elecciones directas (se realizaron elecciones generales adelantadas en el 2000 debido a la aprobación de la Constitución de 1999) |
| 2000-2004 | Gerardo Duran          | Copei                      | 57,42      | Reelecto |
| 2004-2008 | Carlos Chacón          | MVR                        | 60,95      | Cuarto Alcalde Bajo Elecciones directas |
| 2008-2013 | Carlos Chacón          | PSUV                       | 60,05      | Reelecto (se postergan 1 año las elecciones municipales pautadas para finales del 2012)                                                               |
| 2013-2017 | Juan Carlos Molina     | PSUV                       | 60,70      | Quinto alcalde bajo elecciones directas |
| 2017-2021 | Yolimar Belandria      | PSUV                       | 50,05      | Sexto alcalde bajo elecciones directas |
| 2021-2025 | Omar Fernández         | AD Plataforma Unitaria     | 52,29      | Séptimo alcalde bajo elecciones directas |

### Concejo municipal
Período 2021-2025
| Concejales      | Partido político / Alianza |
| --------------- | -------------------------- |
| Eustorgio Díaz  | MUD                        |
| Yan Rangel      | MUD                        |
| Ezeiro Marquina | MUD                        |
| Carmen Ramirez  | MUD                        |
| Rosaura Vega    | PSUV                       |
| Rosa Molina     | PSUV                       |
| Pilar Peña      | PSUV                       |